# Jacques Fesch
Jacques Fesch (Saint-Germain-en-Laye, 6 aprile 1930 – Parigi, 1º ottobre 1957) è stato un criminale francese, convertitosi in carcere, del quale è stato introdotto il processo di canonizzazione da parte della Chiesa cattolica.

## Biografia
Nasce in una famiglia dell'alta borghesia (annovera tra i suoi avi il cardinale Joseph Fesch, zio di Napoleone Bonaparte) ed i suoi genitori si erano trasferiti recentemente dal Belgio.
Cresciuto ed educato nella fede cristiana, all'età di 17 anni abbandona la fede.

Chiamato al servizio militare viene assegnato ad una caserma della città di Strasburgo. Il 5 giugno 1951 sposa Pierrette Polack presso il comune di Strasburgo. Poco dopo nasce la loro figlia Veronique.
Per l'acquisto di una barca, il 25 febbraio 1954 tenta una rapina in un negozio di cambiavalute di rue Vivienne 9. Nella colluttazione anche Jacques viene ferito leggermente poi fugge con una cospicua somma di danaro. Il quartiere viene circondato e Jacques cerca di aprirsi un varco a colpi di rivoltella. Ferisce un passante, un agente di polizia e, infine, un altro, quest'ultimo però colpito mortalmente. Arrestato poche ore più tardi all'uscita del metrò, è rinchiuso nel carcere de La Santé e processato. Al processo, tuttavia, dice di avere mirato alle gambe e che non c'era volontà di uccidere. Durante la reclusione si riavvicina alla fede cattolica, che non aveva mai effettivamente praticato. Il giorno del suo ventisettesimo compleanno il processo termina con una sentenza di pena capitale tramite ghigliottina, come era uso in Francia. Prima di essere giustiziato celebra per procura il matrimonio religioso che aveva contratto in forma civile. Viene ghigliottinato il 1º ottobre 1957.
Le testimonianze raccontano che nel momento di salire il patibolo Jacques Fesch pronunciò queste parole a mezza voce: "Signore, non abbandonarmi". Il 2 dicembre 2009, accompagnata dal cardinale Angelo Comastri, la sorella di Jacques Fesch, Monique Marthe Fesch, ha incontrato papa Benedetto XVI in piazza San Pietro al termine dell'udienza generale, mostrandogli lettere che Jacques aveva scritto ai genitori.

## La causa di beatificazione
Dopo la sua morte, la sua conversione in carcere è stata costantemente oggetto di analisi religiosa. Nel 1975 la carmelitana suor Véronique fu incaricata delle prime indagini dalle autorità ecclesiastiche. Una prima pubblicazione uscì in Francia e in Italia nel 1976. Successivamente sono stati dati alle stampe in italiano il diario da lui tenuto in carcere e le lettere inviate agli amici e parenti dalla cella, a testimonianza della sua conversione.
Il salesiano Giacomo Maria Medica fu il primo a credere alla sua santità e fu promotore dell'apertura della causa di beatificazione nel 1986, inviando lettere a vescovi e cardinali. L'indagine fu avviata il 21 settembre 1987 dall'arcivescovo di Parigi cardinale Jean-Marie Lustiger e il processo diocesano è stato aperto formalmente il 24 dicembre 1993, qualificandolo come servo di Dio.